# Quintette Moraguès
Le Quintette Moraguès est un quintette à vent français fondé en 1980.

## Historique
Le Quintette Moraguès est un ensemble instrumental de musique de chambre fondé en 1980. 
De formation quintette à vent, il réunit à l'origine des étudiants du Conservatoire national supérieur de musique de Paris devenus par la suite des solistes des principaux orchestres parisiens (Orchestre national de France, Orchestre de Paris et Orchestre de l'Opéra national de Paris) et professeurs au Conservatoire de Paris.
Outre les œuvres originales écrites pour la formation, l'ensemble joue de nombreuses transcriptions réalisées par David Walter afin d'élargir le répertoire du quintette.

## Membres
Les membres du Quintette Moraguès sont :
- flûte : Michel Moraguès ;
- hautbois : David Walter ;
- clarinette : Pascal Moraguès ;
- cor : Pierre Moraguès ;
- basson : Patrick Vilaire, Giorgio Mandolesi.